# Johannes Jacobus Smith

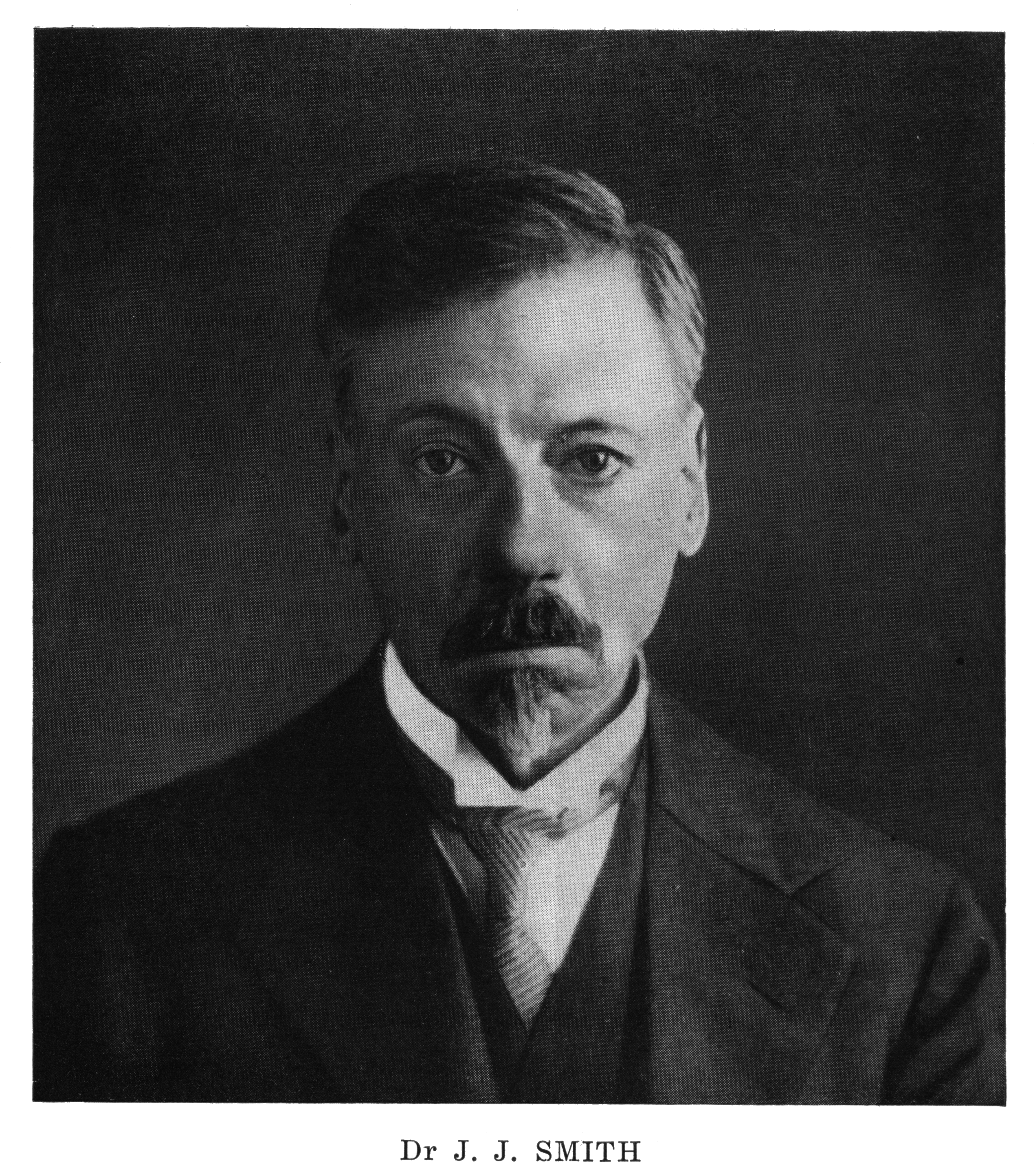
J.J. Smith

Johannes Jacobus Smith, auch Johann Jacob Smith (* 29. Juli 1867 in Antwerpen; † 14. Januar 1947 in Oegstgeest) war ein Gärtner und Botaniker. Nach einer Ausbildung in verschiedenen Betrieben des Gartenbaus ging er nach Java, wo er lange Jahre am Botanischen Garten Buitenzorg arbeitete. Ein Schwerpunkt seiner Forschung war die Familie der Orchideen.
Sein botanisches Autorenkürzel lautet „J.J.Sm.“.

## Leben
Johannes Jacobus Smith wurde 1867 im belgischen Antwerpen geboren und wuchs in Amsterdam auf. Auf Anregung seines Lehrers J. C. Costerus absolvierte er eine Ausbildung als Gärtner bei der Gärtnerei Groenewegen. Weitere berufliche Stationen waren ein Jahr in den Kew Gardens in London, sowie zwei Jahre in Brüssel, zuerst in der Orchideengärtnerei Linden, dann im botanischen Garten.
Wiederum Costerus war es, der Smith vorschlug, eine Anstellung in den ostindischen Kolonien anzunehmen. Er war dort ab 1891 verantwortlich für eine Kaffeeplantage, interessierte sich aber mehr für den artenreichen Urwald in der Umgebung und nahm bald eine Einladung Melchior Treubs an, zum botanischen Garten Buitenzorg zu wechseln. Dort avancierte er vom Assistenten des Kurators zum Mitarbeiter und später Leiter des Herbariums, schließlich ab 1922 zum Direktor des botanischen Gartens. Während seiner Tätigkeit unternahm er zahlreiche Feldstudien und Reisen in der indonesischen Inselwelt. Er publizierte insbesondere zur Orchideenflora und bekam 1910 für seine wissenschaftlichen Leistungen von der Universität Utrecht den Ehrendoktor verliehen. Nach seiner krankheitsbedingten Pensionierung und Rückkehr in die Niederlande hielt er engen Kontakt mit den Herbarien in Utrecht und Leiden, zahlreiche Schriften entstanden in dieser Zeit. Sein Gewächshaus beherbergte zahlreiche tropische Orchideen, die Sammlung ging allerdings im Zweiten Weltkrieg durch Mangel an Heizmaterial verloren. Smith starb 1947 im Alter von achtzig Jahren.

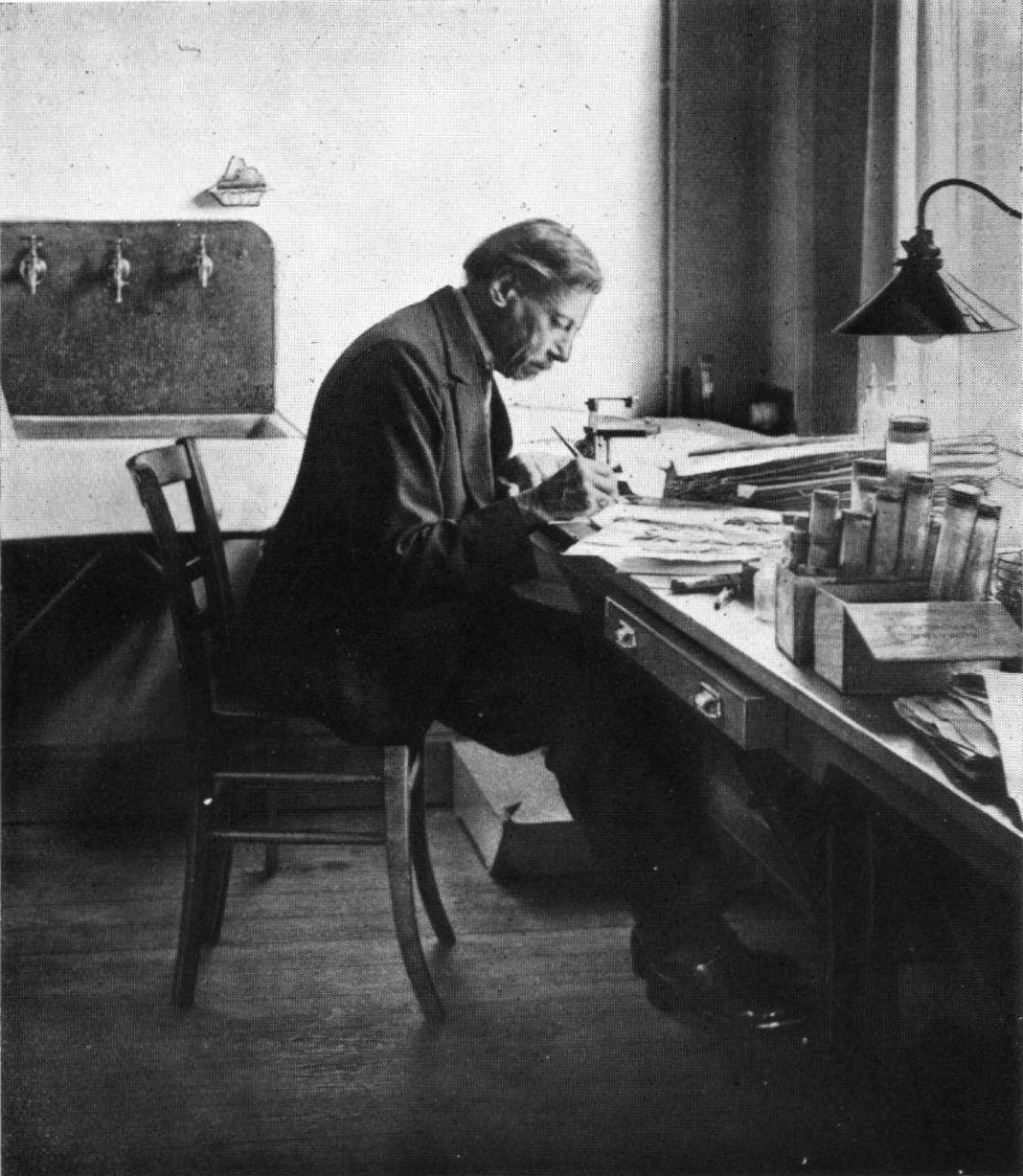
J.J. Smith in seinem Arbeitszimmer am Rijksherbarium (Leiden, Niederlande) in 1934.

## Werke
(Liste möglicherweise unvollständig)

### 1890'er
- 1893. Der botanische Garten ’s Lands plantentuin zu Buitenzorg auf Java. Leipzig
- 1898. Een Zeldzame Vanda. Natuurkundig Tijdschrift voor Nederlandsch-Indië, 58: 163–165, Illustration.
- 1898. Einige neue Orchideen von Celebes. Natuurkundig Tijdschrift voor Nederlandsch-Indië, 58: 358–363, Illustrationen.
- 1898. De Vanda's van den Maleischen Archipel. Teysmannia, 9: 200–208.

### 1900'er
- Die Orchideen von Niederländisch-Neu-Guinea. Brill, Leiden 1903–1920. (Nachdruck: Australian Orchid Foundation, Essendon 1990)
- Die Orchideen von Ambon. Landsdrukkerij, Batavia 1905. (Nachdruck: Kessinger, Belle Fourche 2009)
- Die Orchideen von Java. Brill, Leiden 1905–14. (Sieben Bände, Nachdruck: Kessinger, Belle Fourche 2009)
- Die Orchideen von Java. Figuren - Atlas. Brill, Leiden 1908–1909.
- Vorläufige Beschreibungen neuer papuanischer Orchideen. I, II Buitenzorg 1908–1911.
- S. H. Koorders, J. J. Smith: Ericacea - Gentianaceae - Corsiaceae - Polygalaceae. Leiden 1912.
- S. H. Koorders, Th. Valeton, J. J. Smith: Bijdrage no. 1 [-13] tot de kennis der boomsoorten op Java. Additamenta ad cognitionem Florae javanicae …. G. Kolff, Batavia & ’s-Gravenhage 1894–1914. 13 Bände.
- Geïllustreerde gids voor „’s Lands Plantentuin“ te Buitenzorg. Departement van landbouw, nijverheid en handel, Batavia um 1915.
- Orchidaceae novae Malayenses. Band VIII. Buitenzorg 1917.
- J.J. Smith et al.: Lands Plantentuin Buitenzorg. Gedenkschrift ter gelegenheid van het honderdjarig bestaan op 18 mei 1917. Eerste gedeelte. Buitenzorg 1917.
- Aanteekeningen over orchideeën. o. O. 1920.
- Wandelgids voor 's Lands plantentuin te Buitenzorg. Buitenzorg 1924.
- The Orchidaceae of Dr. W. Kaudern's expedition to Selebes. o. O. 1926.
- E. Irmscher, H. Winkler, J. J. Smith: Beiträge zur Kenntnis der Flora von Borneo. Institut für allgemeine Botanik, Hamburg 1927–1928.
- Icones orchidacearum Malayensium. ’s Lands Plantentuin, Buitenzorg 1930–1949.
- Enumeration of the Orchidaceae of Sumatra and neighbouring islands. Dahlem bei Berlin 1933.
- Neue Orchideen Papuasiens. In: Engler's Botanische Jahrbücher, 1934. (Nachdruck: Australian Orchid Foundation, Essendon 1984)
- Beiträge zur Kenntnis der Saprophyten Javas. XII-XIV: Burmannia tuberosa Becc.